# Euphorbia transtagana
Euphorbia transtagana é uma espécie de planta com flor pertencente à família Euphorbiaceae. 
A autoridade científica da espécie é Boiss., tendo sido publicada em Diagnoses Plantarum Orientalium Novarum, ser. 2, 4: 88. 1859.

## Portugal
Trata-se de uma espécie presente no território português, nomeadamente em Portugal Continental.
Em termos de naturalidade é endémica da região atrás referida.

## Protecção
Encontra-se protegida por legislação portuguesa ou da Comunidade Europeia, nomeadamente pelo Anexo II e IV da Directiva Habitats.